# Д’Авалос, Фернандо
Фернандо (Ферранте) Франческо д’А́валос, маркиз ди Пескара (итал. Fernando (detto Ferrante) Francesco d'Avalos, Marchese di Pescara; 1489 — декабрь 1525) — итальянский кондотьер на службе в испанской армии. Участвовал в Итальянских войнах, в битве при Равенне (1512) попал во французский плен, но был освобождён по итогам войны Камбрейской лиги. Был главнокомандующим габсбургских войск в Италии, и разбил французов в сражениях при Бикокке и Павии, после которой скончался от ран, и был оплакан в стихах своей женой, поэтессой Витторией Колонна.

## Биография
Фернандо родился в Неаполе в семье арагонского происхождения — д'Авалос, которая прибыла в южную Италию с Иньиго д'Авалосом, генералом арагонского короля Альфонсо V. Отец Фернандо был предательски убит во время французского вторжения в Неаполь.
Когда ему было шесть лет, он был помолвлен с Витторией Колонной, 4-летней дочерью генерала Фабрицио Колонны, друга его отца. Их брак, оказавшийся бездетным, был заключён в 1509 году. Супруги проживали на острове Иския до 1511 года, когда Фернандо предложил свою шпагу борцам со вторгшимися французами. Так как он принадлежал к арагонской партии неаполитанских дворян, то в ходе Итальянских войн поддержал Фердинанда II Арагонского.

### Военная карьера
В 1512 году в битве при Равенне командовал отрядом лёгкой кавалерии, был ранен и попал во французский плен. В течение месяцев плена и последующих долгих лет военной кампании, последовавших за ним, Виттория и Фернандо обменивались самыми страстными письмами в прозе и стихах. Будучи в плену, он написал «Диалог о любви», который посвятил жене. Благодаря вмешательству одного из выдающихся французских генералов, итальянца Джанджакомо Тривульцио, с которым они были в родственной связи благодаря заключённым бракам, Фернандо было позволено выкупить себя за 6.000 дукатов.
В 1513 году участвовал в битве при Винченце, где под предводительством Раймондо де Кордоба участвовал в перестрелке при Мотта 7 октября.
В 1521 году разбил венецианцев под Лотреком и взял Милан.
В 1522 году участвовал в битве при Бикокке (29 апреля), сражаясь на стороне испанцев вместе с таким знаменитым кондотьером, как Просперо Колонна, родственником своей жены.
После битвы при Бикокке Карл V, внук Фердинанда II, назначил Просперо Колонну главнокомандующим всеми испанскими войсками в Италии; Фернандо же, чувствуя себя ущемлённым, поехал в Вальядолид, где в то время находился император. Карл V дал ему долгую конфиденциальную аудиенцию, но отказался поставить его над Просперо. Однако эта аудиенция, а также его испанское происхождение (Фернандо, несмотря на то, что родился в Неаполе, чувствовал себя испанцем, придерживался испанской моды и говорил по-испански даже с итальянкой-женой) делали его с точки зрения испанцев более надёжным командиром для испанских войск в Италии, чем какой-либо генерал итальянского происхождения.
В 1524 году Франциск I вторгся в Северную Италию, и Фернандо личным поручением императора был послан отразить это вторжение. Задача являлась очень трудной, так как армия, которой плохо платили и мало снабжали, была недовольна, но его терпение и такт сделали своё дело.
С 19 августа по 29 сентября 1524 года после провала французского вторжения в Ломбардию имперская армия осаждала Марсель, при приближении французской армии сняв осаду.
В январе 1525 года он успел захватить французские аванпосты в Сант-Анджело и прервать связь между Миланом и Павией. Затем французская армия вторглась в Италию и осадила Павию. Гарнизон во главе с Фернандо выдержал длительную осаду (28 октября 1524 года-24 февраля 1525 года) Его влияние на испанских ветеранов и германских наёмников позволило сохранить их лояльность до битвы при Павии.
24 февраля 1525 года в ходе блестящей атаки аркебузиров и кавалерии Фернандо д’Авалос разгромил французов и взял в плен самого Франциска I, внеся значительный вклад в победу. Несмотря на то, что он был ранен и прикован к постели после битвы, его окончательно назначили командующим генералом императорской армии в Италии.
Затем Джироламо Мороне, секретарь миланского герцога, ошибочно решил, что Авалос впал в немилость у императора, и решил склонить его к измене, предлагая очистить Италию от французов, испанцев и немцев, а самого Авалоса сделать королём. Несколько итальянских государей, включая папу Климента VII и герцога Франческо Сфорца пытались заманить его в этот заговор Мороне. Он, однако, отказался, сообщил императору о заговоре, и Мороне был арестован.

### Смерть
От полученных ран при преследовании Массимилиано Сфорцы здоровье Фернандо д’Авалоса пошатнулось, и предположительно 4 ноября (или же в декабре) 1525 года он скончался в Милане (по некоторым сообщениям, от туберкулеза). Детей у него не было, титул перешёл к двоюродному брату Альфонсо д'Авалосу, который воевал рядом с ним при Павии и продолжил служить империи. Похоронен в Сан Доменико Маджоре, Неаполь.

## В культуре
- Мейер, Конрад Фердинанд, «Искушение Пескары» — о заговоре Мороне